# Black Tape for a Blue Girl
I Black Tape for a Blue Girl sono un gruppo musicale statunitense, in attività dal 1986.

## Storia
Nacquero nel 1986, per iniziativa del compositore Sam Rosenthal, già fondatore delletichetta discografica Projekt Records. A Rosenthal, rimasto nel tempo l'unico membro fisso, si unì il cantante Oscar Herrera, oltre a una serie di altri musicisti, che componevano una piccola orchestra.
Nel 1986 pubblicarono il primo album, The Rope. Dopo una serie di altri lavori,  nel 1996 pubblicarono Remnants of a Deeper Purity, disco apprezzato da buona parte della critica e, obiettivamente, il loro lavoro più rappresentativo; nel 2006, questo album venne ripubblicato con un secondo disco contenente altri 9 brani.
Nel 1999, Herrera lasciò la band, e venne sostituito, nel ruolo di voce principale, dalla cantante Elisabeth Grant, con la quale, nel 2002, venne pubblicato The Scavenger Bride seguito, nel 2004, da Halo Star.
Nel 2009, alla Grant si sostituì Athan Maroulis. Lo stesso anno, pubblicarono 10 Neurotics.

## Stile musicale
Lo stile musicale dei Black Tape for a Blue Girl è spesso descritto come darkwave, anche se il loro repertorio attinge molto anche dalla musica classica, da quella sacra, dal folk e dal krautrock. La loro musica è generalmente composta di un sottofondo sonoro realizzato da lunghi bordoni di tastiere e da vari strumenti per lo più acustici (violino, violoncello, pianoforte, timpano, eccetera), unito ad un cantato più vicino alla musica lirica che al rock. Tuttavia Sam Rosenthal dichiarò di sentirsi anche molto vicino al darkwave neoclassico.

## Discografia

### Album in studio
- 1986 - The Rope (Projekt Records)
- 1987 - Mesmerized by the Sirens (Projekt Records)
- 1989 - Ashes in the Brittle Air (Projekt Records)
- 1991 - A Chaos of Desire (Projekt Records)
- 1993 - This Lush Garden Within (Projekt Records)
- 1996 - Remnants of a Deeper Purity (Projekt Records)
- 1999 - As One Aflame Laid Bare by Desire (Projekt Records)
- 2002 - The Scavenger Bride (Projekt Records)
- 2004 - Halo Star (Projekt Records)
- 2009 - 10 Neurotics (Projekt Records)

### EP
- 1996 - The First Pain to Linger, maxi singolo (Projekt Records)
- 1997 - With My Sorrow, maxi singolo (Projekt Records)
- 1998 - The Aflame EP (Projekt Records)
- 2009 - Quadranotics (Projekt Records)

### Singoli
- 2004 - The Scarecrow (Projekt Records)
- 2004 - Tarnished (Projekt Records)